# Đoạn Mãn Châu
Đoạn Mãn Châu, tên khoa học Tilia mandshurica, là một loài thực vật có hoa trong họ Cẩm quỳ. Loài này được Rupr. & Maxim. miêu tả khoa học đầu tiên năm 1856.